# Чангізм

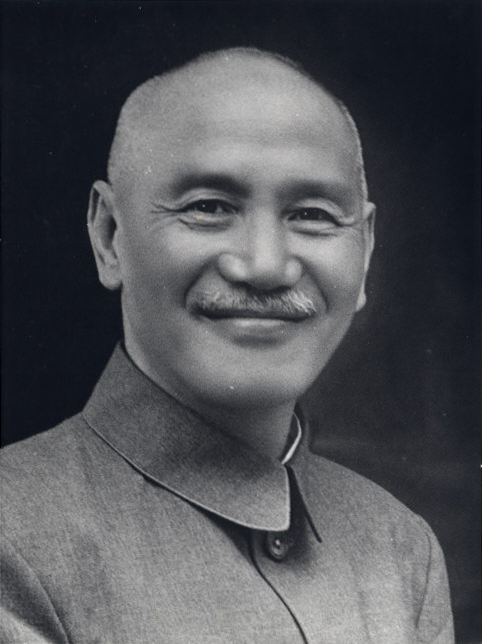
Офіційний портрет президента Чан Кайші, 1955 рік

Чангізм (кит.: 蔣介石主義; вейд-джайлз. Chiang3 Chieh4-shih2 chu3i4) також відомий як Політична філософія Чан Кайші (кит.: 蔣介石的學說; вейд-джайлз. Chiang3 Chieh4-shih2 ti4 hsüeh2shuo1) або думка Чан Кайші, політична філософія Президента Генералісимуса Чан Кайші, який використовував її під час свого правління в Китаї за часів Гоміндану як на материковій частині країни, так і на Тайвані. Це права авторитарна націоналістична ідеологія, заснована переважно на принципах триєдності, змішаних з конфуціанством. В основному практикувалося в рамках Руху нового життя, а також китайського руху культурного відродження. На нього впливали інші політичні ідеології, включаючи соціалізм, фашизм, партійно-державний капіталізм, патерналістський консерватизм, а також методистські християнські переконання Чан Кайші.
Чангізм виступає проти феодалізму, комунізму та імперіалізму, просуваючи ідеали єдиної китайської національної ідентичності. Спочатку він був соціалістичним за поглядами, але після 1955 року все більше наближалася до авторитарного капіталізму. Ступінь фашистського впливу на Чана є предметом дискусій серед науковців. Чангізм був значною мірою послаблений у континентальному Китаї Кампанією з придушення контрреволюційних комуністичних сил і почав занепадати з початком демократизації на Тайвані.

## Історія

### Континентальний Китай
Соціалістична ідеологія Гоміндану була однією з ідеологій, що мали великий вплив на цю філософію. На Заході Чан Кайші вважали одним із найвидатніших соціалістичних лідерів світу. Незважаючи на попередній союз, Чан Кайші незабаром стане ворогом КПК у Громадянській війні в Китаї після Шанхайської різанини, оскільки він перетворився на затятого антикомуніста. Зрештою, він програє громадянську війну своєму опоненту Мао Цзедуну та ідеології маоїзму.
На відміну від оригінальної тридемістичної ідеології Суна, яка зазнала значного впливу західних теоретиків просвітництва, таких як Генрі Джордж, Авраам Лінкольн, Рассел і Мілл, традиційний китайський конфуціанський вплив на ідеологію Чан Кайші є набагато сильнішим. Чан заперечував західні прогресивні ідеології індивідуалізму, лібералізму та культурні аспекти марксизму. Тому чангізм загалом більш культурно і соціально консервативний, ніж політика Сунь Ятсена в ідеологічному плані.
Уряд Гоміндану під керівництвом Чан Кайші засудив феодалізм як контрреволюційний елемент і проголосив себе революціонером. Він звинувачував інших китайських воєначальників у феодалізмі. Незважаючи на консервативну ідеологію, чангізм підтримував політику модернізації, зокрема, права жінок, науковий прогрес і загальну освіту.
Гоміндан і національний уряд підтримували виборчі права та освіту жінок, а також скасування полігамії та перев'язування ніг. Під керівництвом Чан Кайші уряд Китайської Народної Республіки також запровадив жіночу квоту в парламенті, зарезервувавши за жінками місця в ньому. Під час Нанкінського десятиліття пересічні громадяни Китаю отримали освіту, яку вони ніколи не мали змоги отримати при династіях, що підвищило рівень грамотності в усьому Китаї. Освіта також пропагує ідеали триєдності демократії, республіканізму, науки, конституціоналізму та китайського націоналізму, заснованого на політичній опіці Гоміндану.

### Тайвань
Після того, як Гоміндан втратив материкову частину Китаю і відступила на Тайвань, КМТ під керівництвом Чан Кайші заснувала такі відомства, як Бюро розслідувань і статистики, Бюро політичної війни і Командування тайванського гарнізону для забезпечення нагляду за населенням і придушення дисидентів, у тому числі підозрюваних у комунізмі, під час « білого терору». В умовах воєнного стану були призупинені конституційні права на свободу слова, зібрань, віросповідання та правові гарантії справедливого судового розгляду.

## Доктрини

### Антиімперіалізм і китайський націоналізм
Чан Кайші, голова Гоміндану, застерігав Радянський Союз та інші іноземні держави від втручання в китайські справи. Його особисто обурювало те, як до Китаю ставилися іноземці, головним чином Радянський Союз, Великобританія та США. Під час руху « Нове життя » Чан Кайші виступав за припинення радянського, західного, американського та інших іноземних впливів у Китаї. Чен Ліфу, член кліки Сі-Сі від КМТ, сказав: «Комунізм походить від радянського імперіалізму, який зазіхнув на нашу країну». Також він зазначмв, що «білий ведмідь Північного полюсу відомий своєю злістю і жорстокістю».
Чан також був рішуче налаштований проти імперіалізму та колоніалізму, оскільки виступав проти пропозиції Рузвельта про захоплення Китаєм Індокитаю і стверджував, що Китай не має наміру замінити західний імперіалізм на власний. Він також розглядав іноземні держави, включаючи США, СРСР та Японську імперію, як імперіалістичні держави, які хотіли захопити Китай.
Чан пропагував сильний китайський націоналізм на територіях, підконтрольних Республіці Китай, а також триєдиний ідеал об'єднаного «Дань Го» (партія-держава). Мандаринський діалект китайської мови став єдиною офіційною мовою, а стандартні навчальні програми наголошували на історії Китаю та культурі конфуціанства.
Як противник японського імперіалізму, Чан був найбільшим прихильником руху за незалежність Кореї. Його націоналістичний уряд підтримував Тимчасовий уряд Республіки Корея, а таємна бойова гілка « Товариство блакитних сорочок » (BSS) підтримувала лівого націоналіста Кім Вон Бонга та очолювану Кімом Корейську національно-революційну партію.

### Антикапіталізм і соціалізм
Гоміндан був китайською націоналістичною революційною партією, яку підтримував Радянський Союз. Партія була організована не темі ленінізму. Всупереч думці, що він був прокапіталістом, Чан Кайши поводився антагоністично по відношенню до капіталістів у Китаї, часто нападаючи на них і конфісковуючи їхні капітали та активи на користь уряду.
Чан розправився з прокомуністичними профспілками і селянськими організаціями, а заодно і з багатими шанхайськими капіталістами. Чан Кайши продовжував втілювати антикапіталістичну ідеологію Суна. ЗМІ Китайської Республіки відкрито нападали на капіталістів і капіталізм, підтримуючи контрольовану державою економіку на противагу приватної.
Тейлор зазначає, що гібридна ідеологія революційного націоналізму Чан Кайші надихається як французьким республіканським рухом, так і конфуціанством. Він описував Чана як «лівого конфуціанця-якобінця».

### Антикомунізм та фашистські впливи
Товариство блакитних сорочок, також відоме під багатьма іншими назвами, описується як одне з найвідоміших фашистських угруповань у Китаї того часу. Вона виникла як таємне товариство в армії КМТ, а потім була реформована всередині партії. До 1930-х років вона мала вплив на економіку та суспільство Китаю. Історик Джеффрі Крін зазначає, що «блакитні сорочки» вплинули лише на політику еліти, а не на переважну більшість населення Китаю:. Блакитні сорочки зневажали ліберальну демократію і наголошували на політичній корисності насильства:64. Вони перебували під впливом контактів КМТ з нацистськими радниками і надихалися німецькими « коричневими сорочками » та італійськими « чорносорочечниками ». Однак, на відміну від цих організацій, «блакитні сорочки» складалися з політичних еліт, а не народних мас:64. Пізніший Рух «Нове життя» черпав натхнення в суспільстві, хоча деякі історики неохоче визначають їх як фашистські.
Чан Кайші започаткував Рух нового життя, керуючись конфуціанськими ідеалами. Це була очолювана урядом громадянська кампанія в Китайській Республіці 1930-х років, спрямована на просування культурної реформи та неоконфуціанської суспільної моралі, а також на об'єднання Китаю в рамках централізованої ідеології після появи ідеологічних викликів статус-кво. Сам рух був заснований на конфуціанстві, змішаному з християнством, націоналізмом і авторитаризмом, які мають деяку схожість з фашизмом, таким чином, він відкидав індивідуалізм і лібералізм. Гоміндан розпочав цю ініціативу 19 лютого 1934 року в рамках антикомуністичної кампанії і незабаром поширив її на весь Китай. Деякі історики вважають цей рух наслідуванням нацизму і розглядають його як неонаціоналістичний рух, що використовується для посилення контролю Чан Кайші над повсякденним життям. Фредерік Вейкман припустив, що Рух нового життя був «конфуціанським фашизмом».
Історик Джей Тейлор стверджує, що ідеологія Чана не поділяє загальну ідеологію фашизму, незважаючи на його зростаючі симпатії до фашистських ідей у 1930-х роках. Чан неодноразово звинувачував своїх ворогів, таких як Японська імперія, як фашистську та ультрамілітаристську; він також заявляв про свою опозицію до фашистської ідеології в 1940-х роках. Китайсько-німецькі відносини також швидко погіршилися, оскільки Німеччина не змогла домогтися розрядки між Китаєм і Японією, що призвело до початку Другої китайсько-японської війни. Пізніше Китай оголосив війну фашистським країнам, включаючи Німеччину, Італію та Японію, в рамках декларацій про війну під час Другої світової війни, сам Чан став найвпливовішим «антифашистським» лідером в Азії.

### Авторитарний капіталізм
Після того, як уряд Китайської Республіки біжав на Тайвань, економічна політика Чан Кайші повернулася в бік економічного лібералізму. Він використовував Цзянь Шоце та інших ліберальних економістів для просування  реформ економічної лібералізації на Тайвані.
Джей Тейлор зазначає, що модель розвитку чангізму на Тайвані все ще мала елементи соціалізму, а індекс Джині Тайваню становив близько 0,28 до 1970-х років, що було нижче, ніж у відносно спокійній Західній Німеччині. Тайвань була однією з найбільш рівноправних країн прозахідного блоку. Група з доходами нижче 40% подвоїла свою частку доходу до 22% від загального доходу, в той час як верхні 20% скоротилися з 61% до 39% у порівнянні з японським правлінням. Чангістську економічну модель можна розглядати як форму дирижизму або бюрократичного капіталізму, з державою, яка відіграє вирішальну роль в управлінні ринковою економікою. На відміну від більшості інших великих капіталістичних країн, малий бізнес і державні підприємства процвітали в рамках цієї економічної моделі на Тайвані, але тут не виникло корпоративних монополій.
Після демократизації Тайваню, він почав повільно відходити від чангістської економічної політики, щоб прийняти більш вільну ринкову систему як частину процесу економічної глобалізації в контексті неолібералізму.